# Esus

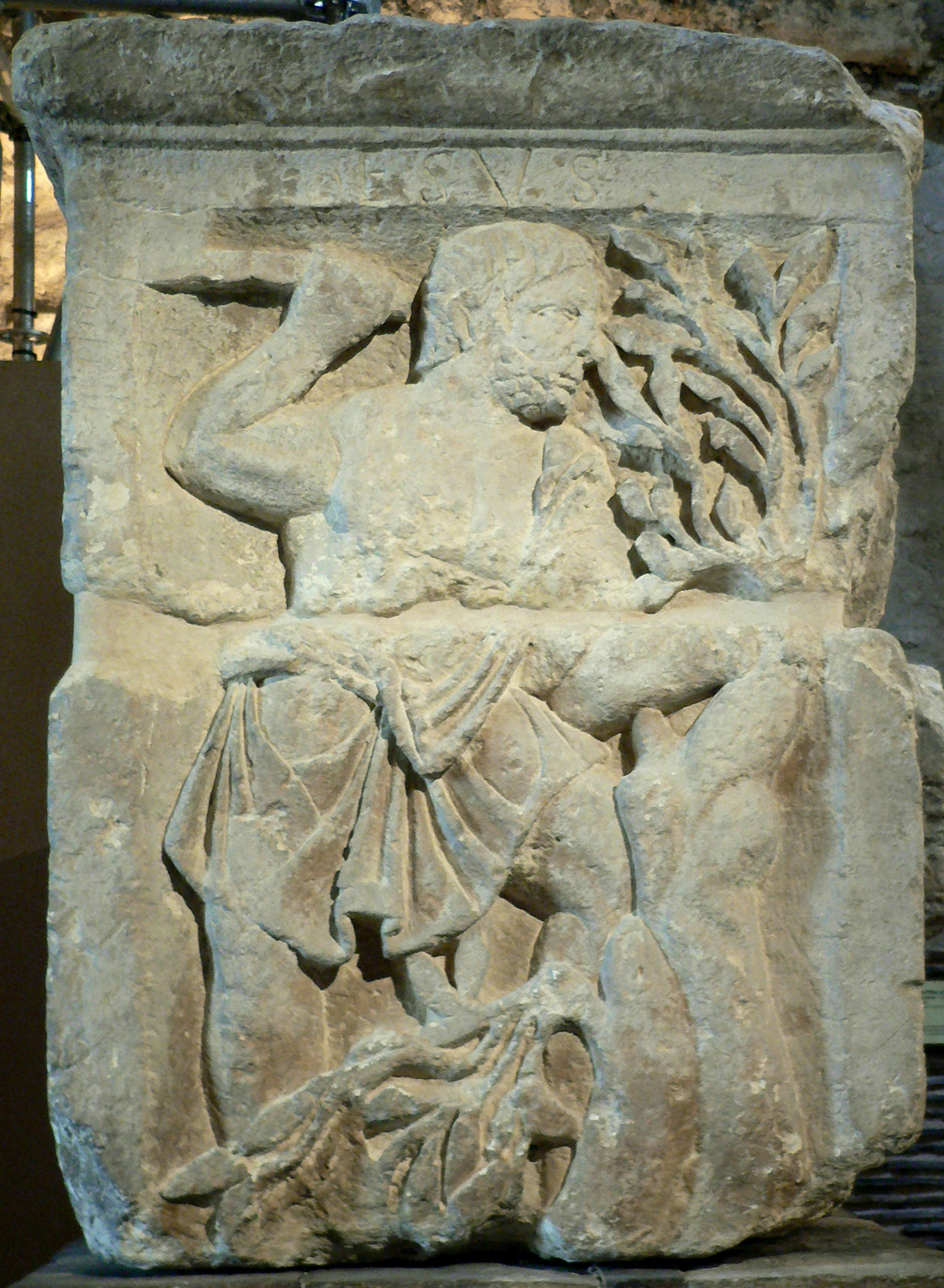
Imagem de Esus no Pilar dos Barqueiros.

Esus ou Hesus foi um deus gaulês conhecido de duas estátuas monumentais e de uma linha em Bellum civile de Lucano.

## Imaginação
As duas estátuas no qual seu nome aparece são: o Pilar dos Barqueiros, entre os  Parísios, e um pilar de Trier, entre os Tréveros. Em ambos, Esus está retratado cortando ramos de árvores com seu machado. Esus está acompanhado de diferentes painéis do Pilar dos Barqueiros, de Tarvos Trigaranus (o ‘touro com três grous’), Júpiter, Vulcano (mitologia) e de outros deuses.[carece de fontes?]